# No-deal Brexit
Le No deal Brexit ou « sortie sèche » est un scénario de retrait du Royaume-Uni de l'Union européenne sans accord, qui se serait déroulé sans l'accord de retrait du Royaume-Uni de l'Union européenne ni l'accord de commerce et de coopération entre le Royaume-Uni et l'Union européenne.

## Obstacles
L’impossibilité de ratifier l'accord de retrait entre l'UE et le Royaume-Uni à la suite des rejets au sein de la Chambre des Communes britannique ne mène pas nécessairement à un retrait sans accord. En effet, plusieurs éléments politiques viennent mettre un frein à cette possibilité : le fait que la Première ministre britannique ait rejeté à de nombreuses reprises l'éventualité d'une sortie sans accord, le rejet par les parlementaires britanniques de cette éventualité obligeant Theresa May à demander une nouvelle extension afin de permettre l'établissement d'un consensus au Royaume-Uni sur l'accord négocié avec l'Union européenne, et le fait que les citoyens ayant voté pour le retrait n'aient pas voté nécessairement pour un Brexit dur (la question posée au référendum étant binaire).

## Conséquences
La sortie du Royaume-Uni sans accord créerait de nombreuses incertitudes (économiques, financières, etc.) et problèmes (procédures, etc.) tant du côté britannique qu'européen. Par exemple, dans son article « Le Brexit menace les capacités militaires de l'UE », La Libre Belgique cite un rapport publié par le Groupe de recherche et d'information sur la paix et la sécurité dans lequel il est estimé que les capacités militaires britanniques représentent actuellement entre 25 % et 30 % des capacités militaires totales de l'UE. Il convient toutefois de rappeler que l'UE n'a jamais en tant que telle mené de guerre, laissant agir certains de ces membres ou l'OTAN, dont le Royaume-Uni est membre. Toutefois, les préparations menées dans l'éventualité d'un retrait sans accord ont débuté à la fin de l'année 2017 dans l'Union européenne afin, sinon de prévenir l'entièreté des problèmes qui surviendraient, de prévoir les dispositions nécessaires à un retour à la normale dans un délai raisonnable. À l'inverse, de nombreux acteurs politiques, du monde de l'économie ou de la finance,, de la santé,, de l'agroalimentaire, du droit, des sciences,, des affaires étrangères,, de la sécurité ou des transports ont souligné le manque de préparation du Royaume-Uni dans l'éventualité d'un retrait sans accord.
En sortant de l'UE, le Royaume-Uni deviendrait immédiatement un pays tiers (c'est-à-dire qu'il perdrait son statut de membre et par conséquent son accès et ses droits de membre de l'Union européenne, dont la participation aux normes européennes). Selon les tenants de cette approche, cela signifierait que le Royaume-Uni reviendrait au régime minimum prévu dans le cadre de l'OMC, c'est-à-dire un droit de douane de l'ordre de 3 % aux frontières (dont le coût se répercute non pas sur l'importateur, mais sur la population britannique). Dans certains secteurs, comme l'agriculture, où lesdites taxes peuvent aller jusqu'à 40 % (cas du lait). Toutefois, deux éléments viennent s'opposer à l'éventualité de revenir aux minimums prévus par l'OMC :
- Le premier est que le Royaume-Uni devrait produire sa propre Annexe couvrant à la fois les services et les autres produits couverts par l'accord de l'OMC et la faire approuver par les 163 autres États membres de l'OMC. Dans la phase visant à soumettre un projet d'annexe, un certain nombre d’États[20] ont émis des objections sur le projet d'annexe sur vingt biens et trois services. De plus, la juriste spécialisée en droit de la concurrence, Anneli Howard, indique qu'il n'existe pas de « termes par défaut » sur lesquels le Royaume-Uni pourrait compter en cas de sortie sans accord. En parallèle, les membres de l'OMC ont bloqué la possibilité que le Royaume-Uni soit temporairement aligné à l'annexe de l'UE en cas de sortie sans accord[19].
- Le second élément est le volume important de législation que le Royaume-Uni devrait adopter avant de pouvoir se baser sur les règles de l'OMC, à savoir neuf lois et six cents instruments statutaires qui doivent être adoptés[19].

Par ailleurs, le rétablissement des frontières entre le Royaume-Uni et le reste de l'Union européenne, coupant le pays de son plus proche partenaire commercial (tant géographiquement qu'en termes de volume), entraînerait des formalités douanières supplémentaires causant des délais et ralentissements freinant les échanges économiques tout en en augmentant les coûts. Ces contrôles viseront notamment à vérifier le respect par les sociétés britanniques, sur un modèle identique à celui des autres pays tiers, des normes de l'Union européenne. En matière d'innovation, de recherche scientifique et de santé, le retrait britannique sans accord aurait également des conséquences graves et risquerait d'entraîner des interruptions. En effet, environ 40 % des scientifiques travaillant au Royaume-Uni seraient des ressortissants d'autres États membres de l'UE dont le statut serait mis en péril si aucun accord n'était adopté. Les chercheurs bénéficiant d'une bourse de l'Union européenne pour mener leurs recherches, les tests cliniques et médicaux impliquant des citoyens européens, les laboratoires dont la chaîne d'approvisionnement inclut l'Union européenne, le partage des données scientifiques serait immédiatement interrompu sans accord. Ainsi, les scientifiques britanniques n'auraient plus accès au financement de Horizon 2020, s'élevant jusqu'à présent à 1,3 milliard d'euros chaque année.
En matière de sécurité également, le Royaume-Uni perdrait accès du jour au lendemain aux bases de données partagées entre les services européens afin d'assurer le suivi ou le partage d'information relatif à certaines menaces (personnes radicalisées, lutte contre l'extrémisme religieux et politiques, crime organisé, etc.). Le Royaume-Uni ne serait plus membre d'Europol, ni de Frontex, etc. La coopération entre les services judiciaires et les forces de l'ordre du Royaume-Uni et celles des États membres de l'UE serait en péril, même si le Royaume-Uni appartiendrait toujours à Interpol et aux Five Eyes. À cela s'ajoute la question de la sécurité intérieure du Royaume-Uni, en particulier au regard de l'Irlande du Nord. En effet, l'accord du Vendredi saint dispose qu'il n'y a pas de frontières physiques entre l'Irlande du Nord (nation du Royaume-Uni) et la république d'Irlande. L'Irlande du Nord ayant majoritairement voté pour le maintien dans l'Union européenne, certains hommes politiques et analystes estiment qu'il y a un risque de retour aux violences si aucun effort n'est fait pour empêcher le retour d'une frontière dure entre les deux pays. L'UE a indiqué qu'elle respecterait le backstop (procédure négociée entre l'UE et le Royaume-Uni visant à établir le contrôle des biens et marchandises non pas sur l'île d'Irlande mais entre l'Irlande du Nord et le reste du Royaume-Uni) en cas de no-deal. La Première ministre britannique Theresa May aurait indiqué le respect du backstop en cas de no-deal au DUP, parti membre de la coalition, dans une lettre envoyée en novembre 2018. De plus, un retrait sans accord ne libèrerait pas le Royaume-Uni de payer à l'Union européenne le « divorce bill » (littéralement, l'« addition du divorce ») de 42 milliards d'euros. En effet, en dépit des affirmations de l'ancien Secrétaire d’État chargé du retrait David Davis et son successeur Dominic Raab, le négociateur européen a rappelé que cette somme correspond aux engagements pris par le Royaume-Uni alors qu'il était membre de l'Union européenne et que par conséquent une compensation devrait être versée en conformité avec le droit international. Selon le Telegraph, repris par EUObserver, le Royaume-Uni se préparerait à verser un divorce bill en cas de no-deal.
Pour certains soutiens du Brexit, les Hard brexiters, le retrait sans accord serait le moyen de « reprendre le contrôle » de la politique économique, commerciale ou encore migratoire,, du Royaume-Uni. Selon eux, cela permettrait au Royaume-Uni de retrouver sa souveraineté en négociant ses propres accords commerciaux. Cependant, ces éléments ont été plusieurs fois démentis. Dans un premier temps, le Royaume-Uni et son parlement « sont restés souverains tout au long de la participation du Royaume-Uni à l'Union européenne » en participant aux prises de décisions (tant au niveau du Conseil européen que du Parlement européen). Deuxièmement, l'unité du Royaume-Uni est considérée comme mise en péril par le simple fait de quitter l'Union européenne. Un retrait sans accord risquerait d'avoir des effets plus négatifs encore,. Troisièmement, la taille du Royaume-Uni per se, combinée avec une perte d'influence internationale supposée du pays dans un contexte de Brexit et d'incertitude quant à la capacité du pays à honorer ses accords, rend le pays plus sensible aux tentatives d'influences de grandes puissances (mettant donc en péril sa souveraineté). Ainsi, les États-Unis ont indiqué début mars 2019 qu'ils chercheraient à permettre les importations de produits animaux au chlore et aux hormones dans le cadre d'un futur accord de libre-échange avec le Royaume-Uni alors que l'UE n'autorise pas l'importation de ces produits alimentaires. Cependant, il faut noter que la question se posait déjà avec le TAFTA (accord commercial entre l'UE et les États-Unis), avant que Trump n'y mette fin.
Une autre espérance des hard brexiters est d'avoir une politique migratoire stricte. Ainsi, le gouvernement de Theresa May avait prévu un plan de lutte contre le phénomène migratoire sans compromis à la manière de l'Australie, ce qui avait attisé de nombreuses craintes de la part de ceux qui défendent les droits humains. En effet, même si l'UE a renforcé sa lutte contre l'immigration, celle-ci est encore perçue comme trop bienveillante et inexistante (par construction) concernant l'immigration interne de l'UE (cf l'image du plombier polonais).

## Absence d'accord de libre-échange
D'après le syndicat Union des entreprises de transport et logistique de France (TLF), en l'absence d'accord commercial, le Brexit doit conduire à la restauration des contrôles aux frontières pour les produits de l’Union européenne importés au Royaume-Uni en trois étapes : 
- janvier 2021, registre des marchandises avec délai de six mois pour les déclarations en douane
- avril 2021, déclaration sanitaire et pré-notification des produits d’origine animale (POA) ainsi que des végétaux et produits d’origine végétale réglementés
- juillet 2021, déclarations d’importation et paiement des droits de douane, formalités sûreté-sécurité et déclarations ICS[42].

En cas d'absence d'accord, le Royaume-Uni retombera dans le cadre commun de l'OMC. Le 12 juin 2017, Michel Barnier, dans sa première interview après sa nomination comme négociateur, souligne que cette option serait négative pour les deux parties.